# Микроваскулярная декомпрессия
Микроваскулярная декомпрессия — нейрохирургическая операция, используемая для лечения невралгии тройничного нерва и гемифациального спазма.
Приоритет в разработке и популяризации теории микроваскулярной компрессии как причины нейроваскулярных компрессионных синдромов черепных нервов (невралгия тройничного нерва, гемифациальный спазм, языкоглоточная невралгия, спастическая кривошея) принадлежит американскому нейрохирургу Питеру Джаннетте (Peter Jannetta), который в 1967 году обратил внимание на то, что причиной невралгии тройничного нерва может быть сдавление корешка тройничного нерва близлежащим кровеносным сосудом. В основе теории микроваскулярной компрессии лежит понятие нейроваскулярного конфликта — конфликта корешка черепного нерва в месте его входа/выхода из ствола головного мозга с прилежащим сосудом.
Основным этиопатогенетическим фактором развития синдромов микроваскулярной компрессии черепных нервов является механическое воздействие пульсирующего сосуда на корешок нерва с последующим распространением патологической импульсации и развитием пароксизмальной функциональной активности соответствующего черепного нерва (пароксизмальная лицевая боль — при воздействии на тройничный нерв, пароксизмы сокращения мышц лица — при воздействии на лицевой нерв).
Согласно литературным данным, полученным на больших сериях наблюдений, чаще всего наблюдается конфликт нерва с артериальным сосудом (передней нижней мозжечковой артерией, задней нижней мозжечковой артерией, позвоночной артерией, базилярной артерией), редко отмечается конфликт нерва с венозным сосудом.
С развитием методов нейровизуализации, внедрением в широкую практику операционной микроскопии и, как следствие, улучшением техники хирургических вмешательств, компрессия лицевого нерва эктазированными сосудами стала считаться основной причиной гемифациального спазма, а концепция нейроваскулярного конфликта в генезе синдромов микроваскулярной компрессии стала приобретать все большее количество сторонников.
В ходе операции по микроваскулярной декомпрессии устанавливается протектор (обычно тефлон, могут использоваться и другие синтетические материалы, а также мышца) между конфликтующим сосудом и нервом, таким образом разрывается цепочка патологической импульсации.